# Turčanská župa (Československo)
Turčanská župa (slovensky Turčianska župa) byla jedna ze žup, jednotek územní správy na Slovensku v rámci prvorepublikového Československa. Byla vytvořena při vzniku Československa z uherské Turčianské župy. Existovala v letech 1918–1922, měla rozlohu 1 123 km² a jejím správním centrem byl Turčiansky Svätý Martin (nyní Martin).

## Historický vývoj
Po vyhlášení Martinské deklarace dne 30. října 1918, kterou se Slovensko vydělilo z Uherska a přičlenilo k nově vzniklému Československu, zůstalo slovenské území dočasně rozdělené na administrativní celky vytvořené Uherskem. Jedním z těchto celků byla Turčanská župa, která vznikla z původní uherské Turčanské župy. V čele župy stál vládou jmenovaný župan, který disponoval všemi pravomocemi, zatímco samosprávná funkce župy byla potlačena.
Sídlo župy se nacházelo v Turčianském Svätém Martině.
Turčanská župa existovala do 31. prosince 1922. K 1. lednu 1923 bylo na Slovensku vytvořeno nové župní zřízení, které bylo původně plánované pro celé Československo, nicméně realizováno bylo pouze právě na Slovensku.

## Geografie
Turčanská župa se nacházela na středozápadním Slovensku, v okolí řeky Turiec. Na severovýchodě hraničila s Oravskou župou, na východě s Liptovskou a Zvolenskou župou, na jihu s Tekovskou župou, na jihozápadě s Nitranskou župou a na severozápadě s Trenčínskou župou.

## Administrativní členění
V roce 1919 se Turčanská župa členila na dva slúžňovské okresy: Štubňanské Teplice a Turčiansky Svätý Martin.